# 옵토레인
옵토레인(Optolane Co. Ltd.)은 디지털 유전자증폭(PCR) 진단장비업체 회사이다. 대신증권과 삼성증권을 IPO 공동 주관사로 지정해 특례상장을 준비중이다.

## 같이 보기
- PCR

## 참고문헌
1. ↑  오귀환, 옵토레인, 이달 상장 예심 청구…“반도체 기술로 디지털 PCR”, 조선일보, 2023.07.04